# Öræfajökull (glacier)
Pour les articles homonymes, voir Öræfajökull.
L'Öræfajökull est un glacier d'Islande situé dans la caldeira du même nom.